# Yezoceryx longiareolus
Yezoceryx longiareolus är en stekelart som beskrevs av Wang 1982. Yezoceryx longiareolus ingår i släktet Yezoceryx och familjen brokparasitsteklar. Inga underarter finns listade i Catalogue of Life.